# عزرا كونيغ
عزرا كونيغ (بالإنجليزية: Ezra Koenig)‏ هو كاتب أغاني وعازف قيثارة ومغني وموسيقي أمريكي، ولد في 8 أبريل 1984 في نيويورك في الولايات المتحدة.

## وصلات خارجية
- الموقع الرسمي
- عزرا كونيغ على موقع IMDb (الإنجليزية)
- عزرا كونيغ على موقع ميوزك برينز (الإنجليزية)
- عزرا كونيغ على موقع رولينغ ستون (الإنجليزية)
- عزرا كونيغ على موقع أول ميوزيك (الإنجليزية)
- عزرا كونيغ على موقع ديسكوغز (الإنجليزية)
- عزرا كونيغ على موقع قاعدة بيانات الفيلم (الإنجليزية)
- عزرا كونيغ على موقع كينوبويسك (الروسية)